# República del Rif
La República del Rif, también conocida como la República confederal tribal del Rif(en árabe rifeño : جمهورية الساحل الكونفدرالية القبائلية Jumhūriyyat Saḥil al confederalia al qabaylia) fue la república norteafricana que se separó del Protectorado español de Marruecos en 1921, autoproclamándose independiente. Algunas tribus confederadas de la región montañosa del Rif adoptaron ese nombre para designar al territorio independizado de España durante la guerra que realizaron contra el país europeo, entre 1921 y 1926 (guerra del Rif). La república fue disuelta el 27 de mayo de 1926 por la coalición militar franco española y británica tras fracasar la Conferencia de Paz de Uchda de ese mismo año. Abd el-Krim y los dirigentes rifeños se negaron a aceptar la soberanía del Sultán de Marruecos sobre el Rif que le exigían las potencias europeas como condición para establecer la paz.
En 1926, la República del Rif, en su máxima extensión, estaba formada por 56 grandes regiones tribales, a su vez divididas en subregiones: Las tribus del Rif bajo el protectorado español, la tribu de Tánger (Fahs), la tribu de Iznassen (Región de Berkane) implicada en el bombardeo de Tánger en 1844 y citada en el himno nacional bereber rifeño, así como las 4 tribus de Triffa.

## Antecedentes

### Reino de Nekor
El Reino de Nekor (bereber: Tagldit n Nkor) fue un emirato en la zona del Rif, con su capital inicialmente en Tensamán pero más tarde en Nekor. Fue fundado en el año 710 Himyari, por un inmigrante de Yemen, Salih ibn al-Mansur, por concesión califal. Convirtió a las tribus bereberes al islam. Sin embargo los bereberes se cansaron de las restricciones de la religión, y lo expulsaron. Pocos años después, la fuerza militar del islam se hizo notable y los bereberes cambiaron de opinión y este gobernante regresó y a partir de este momento su dinastía, la Banū Salih, gobernó la región hasta 1019.
En el año 859 el reino se convirtió en objeto de una flota de 62 pequeños barcos vikingos que derrotaron en Nekor a una fuerza musulmana que había tratado de interferir con sus saqueos en la zona. Después de permanecer ocho días en el Rif, los vikingos prosiguieron su curso por el mediterráneo arrasando las costas españolas.

### El Rif antes de la colonización
Antes del establecimiento de los colonizadores franceses y españoles, Marruecos estaba nominalmente bajo el imperio de un sultán que gobernaba a través de una estructura estatal conocida con el nombre de Majzén (literalmente, ‘almacén’), que podría traducirse por ‘corte’. El sultán, aparte de ser monarca absoluto, poseía el título de príncipe de los creyentes (amīr al-mu'minīn), una denominación tradicionalmente reservada a los califas (los reyes de Marruecos tras la independencia del país en 1956 han conservado este título, que ningún otro gobernante musulmán utiliza). El sultán era, por tanto, jefe político y espiritual de Marruecos.
En la práctica, el segundo de sus poderes era mucho más reconocido que el primero, pues buena parte de Marruecos rechazaba el gobierno del Majzen, aunque aceptara la tutela religiosa del sultán. Marruecos estaba dividido de este modo en dos:
- Bled el-Majzen (país de la corte), que comprendía las zonas en las que el gobierno del sultán era efectivo, y
- Bled es-Siba (país del libre fluir o país del desgobierno), zonas en las que únicamente se reconocía su autoridad en materia religiosa, rechazando las estructuras estatales, y que estaban en permanente conflicto con el Majzen.

El Rif, región montañosa de cultura mayoritariamente bereber en el noroeste del sultanato, pertenecía de lleno al Bled es-Siba. Como otros territorios independientes del sultán, no tenía una estructura de poder centralizada sino una multitud de alianzas creadas a partir de estructuras tribales y ligas políticas a varios niveles (comunidad, fracción, clan, tribu, confederación). El órgano de decisión en cada uno de estos niveles era la asamblea (agraw en rifeño), formada por los representantes de la comunidad, que elegían, generalmente por un periodo anual, a un jefe (shayj o amgar). La tribu más importante del Rif a principios del siglo XX era la de los Ait Wariaghel, conocida en la historiografía española como Beni Urriaguel (de su nombre árabe, بني ورياغل bani waryaghel).

## La guerra del Rif

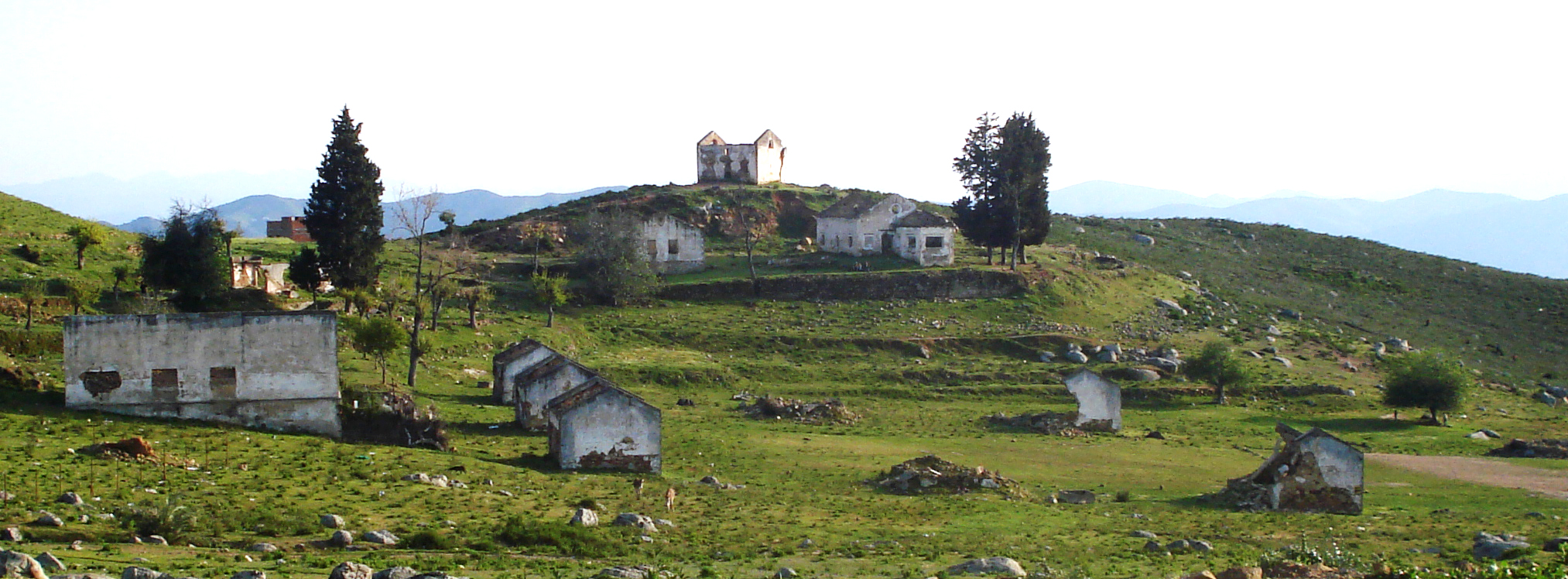
Ruinas de una base militar española en Tanaqob

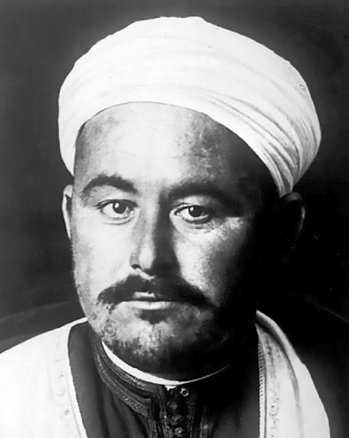
Retrato de Abd el-Krim, presidente y fundador de la república

Los españoles penetraron en el Rif al principio realizando pactos con los jefes locales y estableciéndose en pequeñas posiciones que generalmente tenían la forma de blocaos. No se alejaban excesivamente de Melilla, su retaguardia. En 1921 las tribus del Rif central se sublevaron, entre ellas la de Beni-Urriagel comandada por Abd el-Krim, notable de los Ait Wariaghel, justo en el momento en el que las tropas españolas se aventuraban a establecer posiciones más arriesgadas y desprotegidas. Varias posiciones fueron duramente atacadas, en una campaña que duró todo el verano de 1921 y que culminó en una grave derrota española en Annual. Esta victoria rifeña dio inicio a una guerra que se prolongó hasta 1926. La rebelión rifeña fue finalmente derrotada gracias al desembarco de Alhucemas.

## Proclamación de la República del Rif
Después de la victoria de Anual en el verano de 1921, Abd-el-Krim se sintió más seguro de organizar y desarrollar eficazmente el movimiento rifeño, surgido a lo largo de la guerra, por la razón de que el Rif fue liberado por las manos duras del Haraka. La falta de un ejército regular rifeño coherente y la falta de un organismo que coordinase entre tribus, también la gestión de su propia economía y administración, llevaron a Abd-el-Krim a celebrar democráticamente un congreso general, donde estudiara, evaluara la situación después de la victoria y establecerá nuevas herramientas para un movimiento más sólido. El planteamiento fue aceptado con un gran entusiasmo por los rifeños, así fueron invitados a participar los representantes de las cabilas.
La reunión tuvo lugar el día 18 de septiembre de 1921, Abd-el-Krim empezó con un gran discurso, donde habló de la relación entre el Rif y España y Marruecos, denunció todo tipo del colonialismo tanto español como francés, y no aceptar ningún tratado del protectorado.

Nunca hemos reconocido este protectorado y nunca lo reconoceremos. Deseamos ser nuestros propios gobernantes y mantener y preservar nuestros derechos legales e indiscutibles, defenderemos nuestra independencia con todos los medios a nuestro alcance y elevaremos nuestra protesta ante la nación española y ante su inteligente pueblo, quien creemos que no discute la legalidad de nuestras demandas».
Abd-el-Krim

En el mismo acto se acordaron varios puntos importantes, entre ellos la independencia del Rif. Abd-el-Krim fue nombrado emir, se constituyó un Consejo Nacional de Notables, y se fijó el 18 de septiembre como Día de la Independencia. También se adoptó el pago por parte de España de una indemnización a los rifeños afectados de la guerra y de la ocupación militar, durante los pasados doce años, y otros dos puntos más importantes a nivel de la política exterior. Primero, el establecimiento de relaciones amistosas con todos los estados. En este sentido citamos a una carta escrito de los dirigentes rifeños a los españoles diciendo:

Nos causa sorpresa que ignoren los intereses de la propia España no haciendo la paz con el Rif, mediante el reconocimiento de su independencia, y así promover las relaciones de buena vecindad, en lugar de humillar a nuestro pueblo e ignorar todas las doctrinas humanas y legales de ley universal, tal como se hallan contenidos en el tratado de Versalles firmado después de la Gran Guerra [la Primera Guerra Mundial].
Dirigentes rifeños

El segundo punto era la solicitud de ingreso en la Sociedad de las Naciones (precursora de la Organización de Naciones Unidas). Sobre esta cuestión, citamos a la famosa carta dirigida a la Sociedad de Naciones, por Arnall y Bujibar que viajaron a Londres en junio de 1922. Este documento, enviado desde Londres al Consejo General el 6 de septiembre de 1922, decía lo siguiente:

Nosotros, representantes debidamente acreditados del verdadero gobierno del Rif, les informamos de que hemos constituido un poder representativo debidamente elegido, compuesto de diputados de cuarenta y una tribus del Rif y Gomara. Entre los puntos más importantes acordados, tenemos una asamblea representativa debidamente elegida que gobierna nuestro país en conformidad total con los objetivos de la Sociedad de Naciones, segundo, estamos dispuestos a garantizar los derechos de todas naciones en todos los ámbitos relacionados con el comercio, y no establecemos en ningún caso derechos más gravosos que los fijados en otras regiones de Marruecos, otro punto, estamos dispuestos a dar pruebas y garantías que demuestren que somos capaces de gobernar el país en interés de la paz y del comercio internacional.
Arnall y Bujibar (representantes de la República)

El gobierno rifeño, establecido según las ideas modernas y los principios de la civilización [occidental], se considera asimismo independiente, tanto política como económicamente, con el privilegio de gozar de nuestra libertad como la hemos gozado durante siglos, y vivir tal como los demás pueblos viven.
Mohamed Azerkan, ministro de Asuntos Exteriores de la República del Rif

El Consejo Nacional rifeño celebró varias sesiones aprobando una constitución de 40 artículos, basada en el principio de autoridad del pueblo. Los miembros del gobierno eran responsables ante la Asamblea Nacional. Por ello, Abd-el-Krim fue nombrado Presidente del Consejo. Según Achtatou —citado por Salafranca—, dicha constitución —conjuntamente con bastantes documentos— fue quemada por las tropas españolas cuando tomaron Axdir. El estado rifeño fue denominado Dawlat Aljumhuriya Rifiya (Estado Republicano Rifeño). El siguiente paso, fue la formación de un gobierno moderno, para poner fin a las viejas estructuras tradicionales, e introducir un modelo democrático basado por una administración muy representativa. Quedó constituido en el Presidente o Emir, el Vicepresidente (Mhamed Abd el-Krim, hermano del Abd-el-Krim), y cuatro ministros (de Hacienda, de Asuntos Exteriores y Marina, de Defensa y del Interior), aparte de dos secretarios y tres inspectores y pagadores. El espíritu de cambio y de modernidad, está representado en que la mayoría de esos miembros eran jóvenes que no superaban los 45 años, llegando a tener el caso del Caíd Seddik, secretario particular de Abd-el-Krim, sólo 22 años. Todos tenían estudios superiores y dominio de idiomas, como un instrumento de la comunicación con los representantes de otros países, y para hacer llegar su mensaje a la comunidad internacional.

## Organización y administración internas

### Seguridad y economía
Abd-el-Krim siguió su proceso de innovación instalando instituciones, como las fuerzas de seguridad. Su misión era garantizar el orden a nivel interno, y las fuerzas armadas para defender el territorio frente a una agresión exterior, compuesto de hombres válidos de cada tribu. En cada tribu instituyó una mahcama, oficina gubernativa con finalidad política y militar. Se creó una policía secreta, que proporcionó información precisa y de gran importancia al Gobierno del Rif. Otra de las atribuciones del estado, la recaudación de impuestos, una especie de agentes fiscales establecida por Abd-el-Krim en el territorio bajo su control. Continuado con su labor reformadora, terminó con los conflictos intertribales, y amplió en cadena el sistema de alianzas llegando a conseguir la unidad tribal y solidaridad entre los rifeños.
En 1926, el periodista Hernández Mir escribía (en Alianza contra el Rif) que la organización de la Hacienda era la obra más perfecta de las iniciativas emprendidas por la efímera República Rifeña y que en un corto espacio de tiempo había conseguido recaudar más de 12 millones de pesetas. Esta cantidad contrasta con los 600 millones de pesetas recaudadas que el presidente Mohamed ben Abdelkrim manifestó a Roger-Mathieu (Mémoires, 1927), no solo en la zona controlada por él sino incluso en toda la zona de influencia española, cantidad necesaria según él para atender los 200 millones del presupuesto de gastos de la flamante República.
Para contrastar tan dispares cifras tenemos las frías cifras del presupuesto global de ingresos del Protectorado español en ambas zonas, occidental y oriental. Entre 1916 (en que comienza a funcionar la hacienda) y 1932, es decir en un periodo de 15 años, la hacienda jalifiana recaudó en total 205 millones de pesetas. Durante el mismo periodo gastó 511 millones de pesetas. La diferencia se cubrió con el presupuesto español. Los 200 millones del presupuesto de gastos de la República rifeña equivalían al gasto del Protectorado entre los años 1916 y 1927, y no puede compararse, en cuanto a dimensión, la organización político-administrativa y militar del protectorado con la organización de la República del Rif, dirigida por Abd el-Krim.
El Ministerio de Hacienda rifeño, a cargo de Abdeselam, tío paterno de Si Mohammed (tío materno según Sigifredo Sainz, cautivo en Axdir), recaudaba básicamente por los rendimientos del Habus y el impuesto coránico del Axor, que Goded (Las etapas, 1932) sustituye por el Tertib, un impuesto no tradicional, preconizado por las potencias europeas, que en su día provocó protestas populares en todo Marruecos, completando los ingresos las multas impuestas a poblados y kabilas y los derechos de zocos. Como gastos, siguiendo a Goded, figuraban los haberes de tropa y funcionarios y gastos diversos.
Para completar la organización del Estado, M’Hammed ben Abdelkrim, hermano del Presidente, contrató en 1923 al capitán y financiero inglés Charles Alfred Percy Gardiner para que creara el Banco del Estado del Rif, con facultad para emitir billetes. El inglés realizó muchas extracciones de dinero a su beneficio, entre las que se incluían unas inexistentes minas y toda clase de organismos y servicios en régimen de monopolio. Todo este montaje se deshizo poco tiempo después, pues el tal Gardiner resultó ser un estafador oportunista, sin medios materiales y financieros para llevar a cabo lo establecido en las cláusulas del contrato firmado. Eso sí, como iniciativa singular, y sin que el citado banco del estado llegase a crearse, Gardiner envió al Rif una cantidad no evaluada de billetes de uno y cinco rifan que, como era de suponer, no llegaron a circular, y según Juan de España, seudónimo tras el que escribía el diplomático Sangróniz (La actuación, 1926), fueron arrojados al mar por orden de Si Mohammed.

### Justicia
A nivel jurídico, el presidente Abd-el-Krim abolió la venganza (deuda de sangre), implantó tribunales de justicia, y creó cárceles (que nunca habían existido en el Rif), como por ejemplo la famosa cárcel de Tajanust, en el río Isli (en la capital, Axdir). 
El sistema penal fue complicado debido a que antes de la República no había códigos escritos y no había un límite entre los delitos de índole civil y los estrictamente militares. Así, se consideraban a muerte delitos como los cabilas que no aceptaban al estado rifeño, los que ayudaban a los prisioneros a escapar, los combatientes que cometían un acto de cobardía y la homosexualidad. Los caídes que fracasaban en la acción bélica eran revocados del mando de sus unidades. Por otro lado, el caíd castigaba las faltas leves con 15 días de arresto y 30 días más en el frente de la guerra, o como guardianes en sitios peligrosos. Se consideraban faltas militares los problemas de disciplina, el incorporarse tarde o tener el fusil sucio. Con estas reformas, Abd-el-Krim estableció con pocos recursos un gran orden y seguridad en el territorio, y estableció la paz, terminando con todos los conflictos tribales.

### Sanidad y educación
En los ámbitos de la sanidad y la enseñanza, El Rif vivía una gran escasez de recursos humanos y materiales. Por lo tanto los rifeños sufrían de muchas enfermedades y los heridos por las bombas de la aviación española, más los heridos de la guerra, aumentaron urgentemente la necesidad sanitaria, tanto en cuanto al personal, como al material necesario. Esto llevó a Abd-el-Krim a solicitar ayuda internacional en general, y en particular a la Cruz Roja Internacional. La república contaba con dos hospitales, uno en la capital Axdir y otro en Xauen, pero estos centros carecían de todo tipo de medios. El primer paso fue traer a un médico de Fez, especialista en medicina general. Más tarde el hospital recibió dos expediciones humanitarias y dos personas: un enfermero noruego (llamado Walter Heintgent) y un curandero negro tangerino (llamado Mohamed). El hospital de Xauen contaba con pocos recursos. Después de la expulsión de los españoles, Francia y España prohibieron la ayuda humanitaria para el pueblo rifeño, salvo tres expediciones que exclusivamente trataron a los prisioneros extranjeros.
En el ámbito educativo, Abd-el-Krim creó nuevas escuelas. Por ejemplo, la escuela de Axdir, la escuela Zauia Adoz, el instituto religioso musulmán de Xauen y la creación de escuelas de alfabetización para jóvenes y adultos, con el objetivo de generalizar la obligación de la enseñanza. De hecho, llegó a organizar una delegación de estudiantes para que viajasen a Turquía o a Egipto para seguir y completar sus estudios superiores. Todo esto demuestra la brillante idea de modernización de la sociedad y su convencimiento de que sin educación no se alcanza el desarrollo social.